# 連擅揚
連擅揚（？—？），字長雛，北直隸廣平府永年縣籍河南武安人，明末清初政治人物。

## 生平
崇禎六年（1633年）癸酉科中式順天鄉試第一百七名舉人，崇禎十六年（1643年）癸未科會試第一百十四名，三甲第一百七十六名進士，刑部觀政。

## 家族
曾祖連澧，武科。祖父連試，邑庠生。父連煜俎，邑庠生。